# Braydon Hobbs
Braydon Alexander Hobbs (New Albany (Indiana), 17 de maio de 1989), é um basquetebolista profissional estadunidense que atualmente joga pelo FC Bayern München. O atleta tem 1,96m de altura, pesa 84kg atuando na posição armador.